# A Buddha lábnyoma

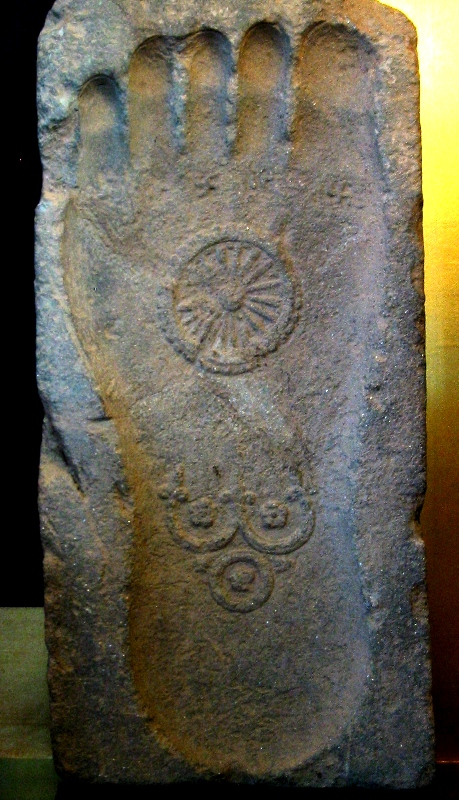
Buddha lábnyoma a dharmacsakrával és a triratnával, 1. század, Gandhára.

A Buddha lábnyoma (szanszkrit: Buddhapada, japán: 仏足石 -  bussokuseki) Gautama Buddha egyik vagy mindkét talpának lenyomata. Létezik természetes és mesterséges állapotban. Természetesen a "természetesek" közül sokat nem ismernek el a Buddha valódi lábnyomaként, csupán azok másolataként vagy ábrázolásaként, amelyeket buddhista ereklyének vagy csetijának tekintenek, a Buddha korai szimbolikus ábrázolásának illetve anikonizmusnak.
Ázsiában rengeteg különböző korból származó Buddha-lábnyomot tartanak számon. Niva Motodzsi (丹羽基二) japán szerző évekig kutatta a lábnyomokat az ázsiai országokban. Összesen több mint háromezer állítólagos lábnyomot talált, csak Japánban mintegy háromszázat, Srí Lankán több mint ezret. Gyakran tartalmaznak belevésett vagy felfestett megkülönböztető jelzéseket úgymint dharmacsakrát a talp közepén, vagy a Buddha 32, 108 vagy 132 megkülönböztető jegyét.
Az egyik buddhista legenda szerint a Buddha életében elrepült Srí Lankára és a Sri Pada (hegy) csúcsán hagyta a lábnyomát, hogy jelezze Srí Lanka fontosságát tanításainak terjesztésében. Ugyanilyen módon hagyta lábnyomait különböző ázsiai helyszíneken, ahol a tanításait később el fogják ismerni. Thaiföldön a legfontosabb ilyen "természetes" lábnyom a Vat Phra Phutthabat templomban található az ország középső régiójában. Kínában, a Tang-dinasztia korában a Buddha hatalmas lábnyomának felfedezése miatt (ma Lojang) Vu Cötien anyacsászárné új uralkodói korszakot indított 701-ben Dacu ("nagy láb") néven.
A lábnyom története, mint szobrászati tárgy, az ókori India régi koraiba nyúlik vissza. Ezek még a buddhista művészet grékó-buddhista időszaka előtti korokból származnak - például a bharhuti vagy a száncsi buddhista emlékek, vagy a legendás fügefa és a dharmacsakra. A lábnyomkészítés hagyománya később kiemelkedett Srí Lankán, Burmában és Thaiföldön.
Az istenek és guruk lábának tisztelete mindennapos volt az ősi Indiába. A hierarchia kifejezésének gesztusaként a fejüket az imádott mester lábfejéhez érintették vagy talpa alá helyezték. A Buddha lábnyoma többféle módon jelenik meg ún. csetijaként (buddhista ereklye). Némely lábnyomot ábrázoló ereklyének (uddeszika) tartanak, másikakat használatra vagy kapcsolattartásra (paribhógika) használnak és akad köztük olyan is, amit nem lábnyomnak tekintenek, hanem egyenesen a Buddha lábának (saririka). A lábnyomok ábrázolásai jelenthetnek eseményeket a Buddha életéből vagy embereket, akik a Buddha lábnyománál mutatnak be imádatot.

## Bibliográfia
- Cicuzza, Claudio, A Mirror Reflecting the Entire World. The Pāli Buddhapādamaṅgala or “Auspicious signs on the Buddha’s feet”. Kritikus kiadás angol fordítással, anyagok a Tripiṭaka tanulmányozásához, 6. kötet, Lumbini Nemzetközi Kutatóintézet, Bangkok és Lumbini 2011. ISBN 978-974-496-525-7
- de Guerny, Jacques (2012). Buddhapada: L’odyssée des empreintes de Bouddha. magánkiadás. ISBN 978-2-9542966-1-6
- de Guerny, Jacques (2014). Buddhapada: Following The Buddha's Footprints. Orchid Press Publishing Ltd. ISBN 978-974-524-163-3